# Kawasaki KX250F
Kawasaki KX250F är en motorcykel avsedd för motocross och tillverkad av Kawasaki. Den har en vätskekyld fyrtaktsmotor, en vikt på 93 kilo och 43 hästkrafter. Med en Kawasaki KX250F tävlar man i MX2-klassen.